# 達尼·皮諾
達尼·皮諾（Daniel Gonzalo "Danny" Pino，1974年4月15日—）是美國的一位演員。在2003年至2010年，他曾在CBS電視劇鐵證懸案中飾演Scotty Valens角色。他還出演過NBC法律電視劇法律與秩序：特殊受害者。他出生在佛羅里達州邁阿密，是一個古巴移民後裔。